# オキナワミチシバ
オキナワミチシバ Chrysopogon aciculatus Trin. は小柄なイネ科の植物。地表を這い、直立して枝かかれした低い穂を出す。日本では南西諸島の地味な雑草であるが、アジアの熱帯域ではそれなりに利用されている。

## 特徴
小型の多年生草本。地下には横に走る根茎が多数あり、その表面は多数の古い鱗片状の鞘で覆われる。花茎はあちこちから出て立ち上がり、分枝はせず高さ15-25cmほどになる。葉はこの茎の基部の曲がったあたりに多数集まってつく。葉身は長さ2-8cm、幅3-5mmでざらつく。鞘は長さ1-3cmだが、上の方のものは長くて6cmに達することもあり、肋があって、時として紫色を帯びる。舌片は長さ0.2mm。もっとも熱帯地方では更に大きくなるようで、インドでの報告では葉身の長さが12cm、幅は5mmまで、花茎の背丈は48.5cmにまで達したという。
花期は10～12月。花序は花茎の先端に単独につき、上を向く。円錐花序で、全体としては狭楕円形で長さ3-6cmで朱紫色を帯びる。主軸より出る枝は長さ1.5cmまでで、一部は輪生状に出て、一部はまばらに出て、いずれにせよ細くて上向きに伸びる。小穂は枝の先端につき、3個がひとまとまりになっている。中央の1個は柄がなくて両生を有し、これに対してその左右から出る小穂には5mmほどの長さの柄があって雄性である。小穂をつける枝には上向きの毛を密生する。

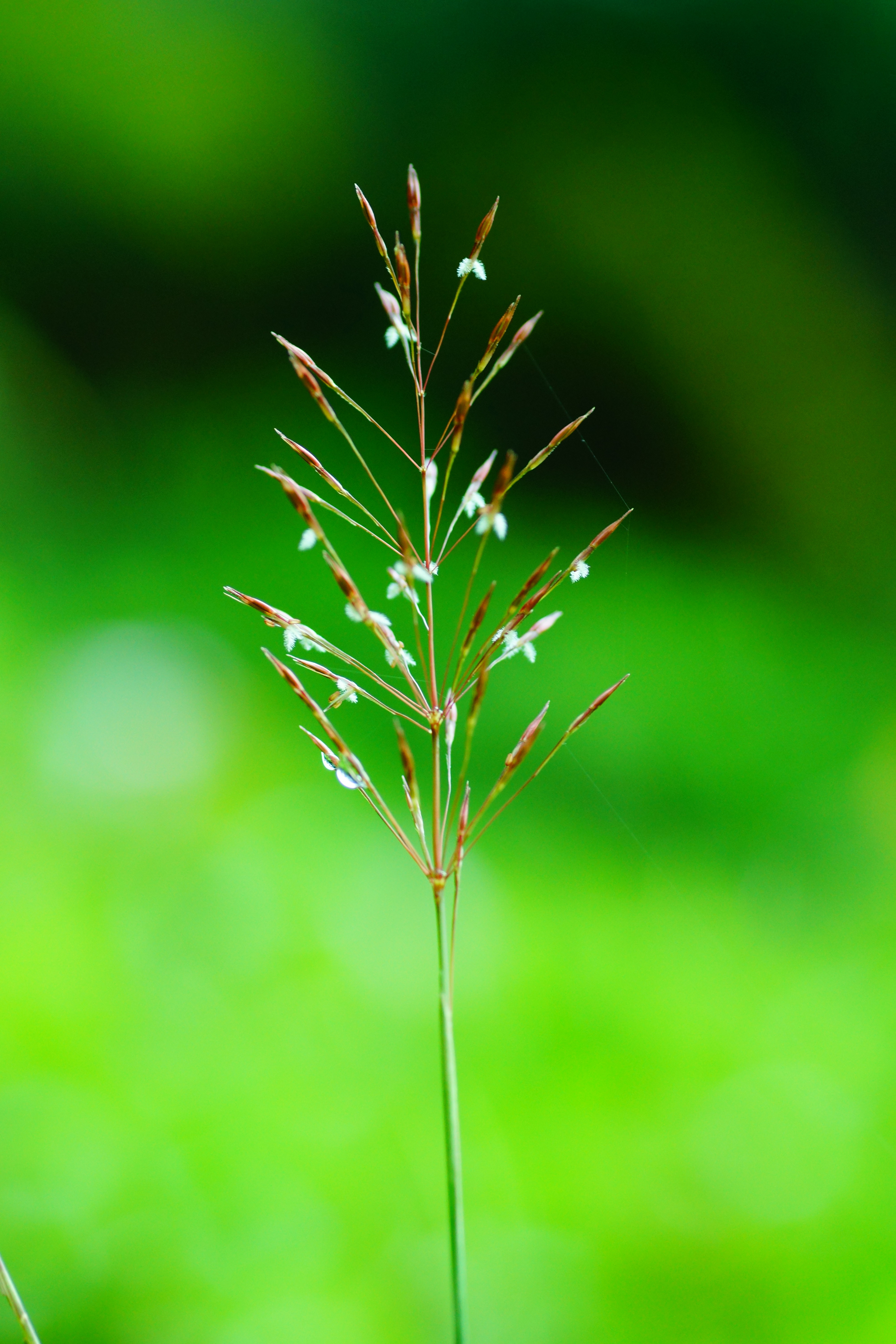
花序
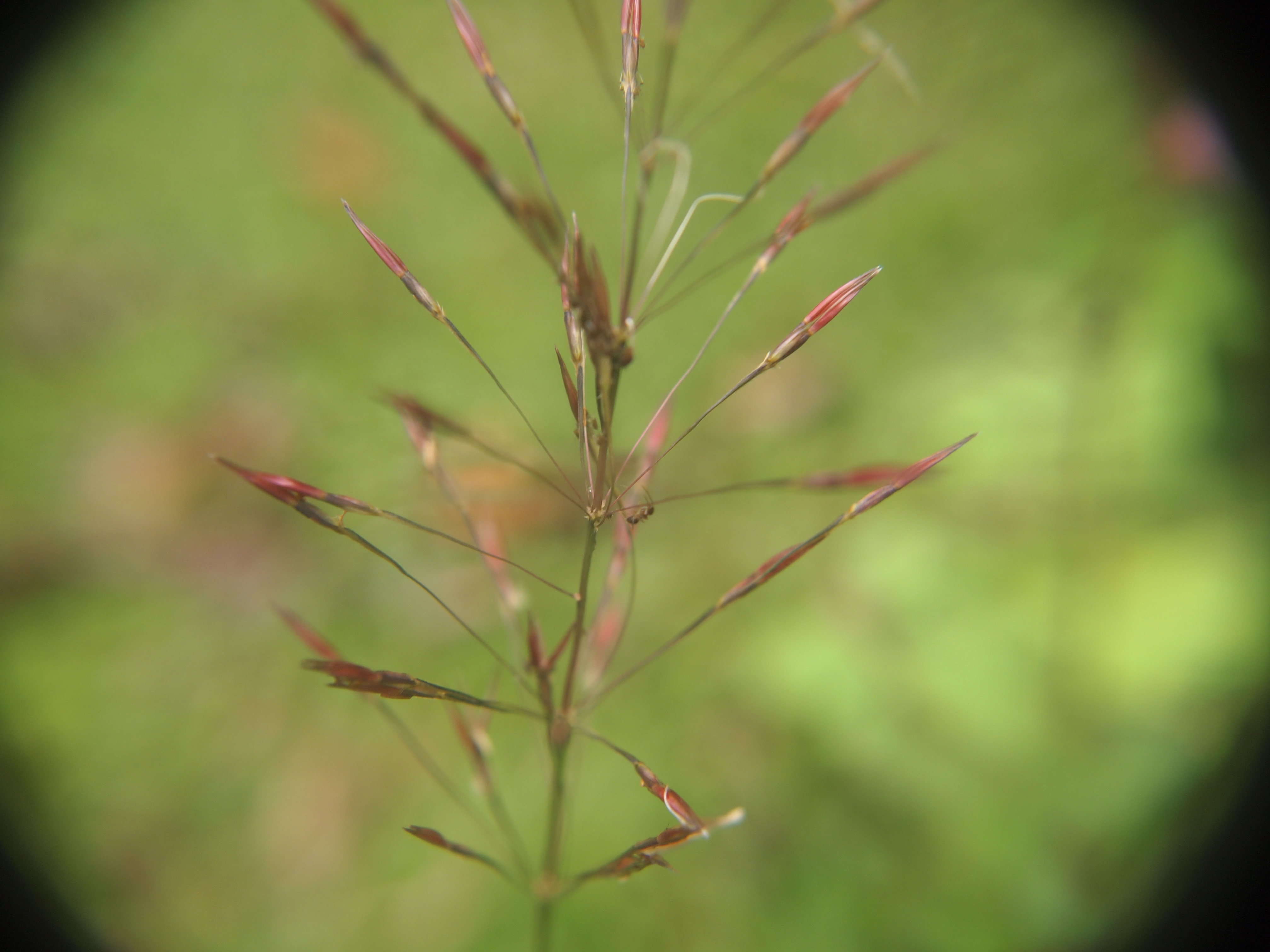
穂の拡大 細長い雄小穂の対が見分けられる。
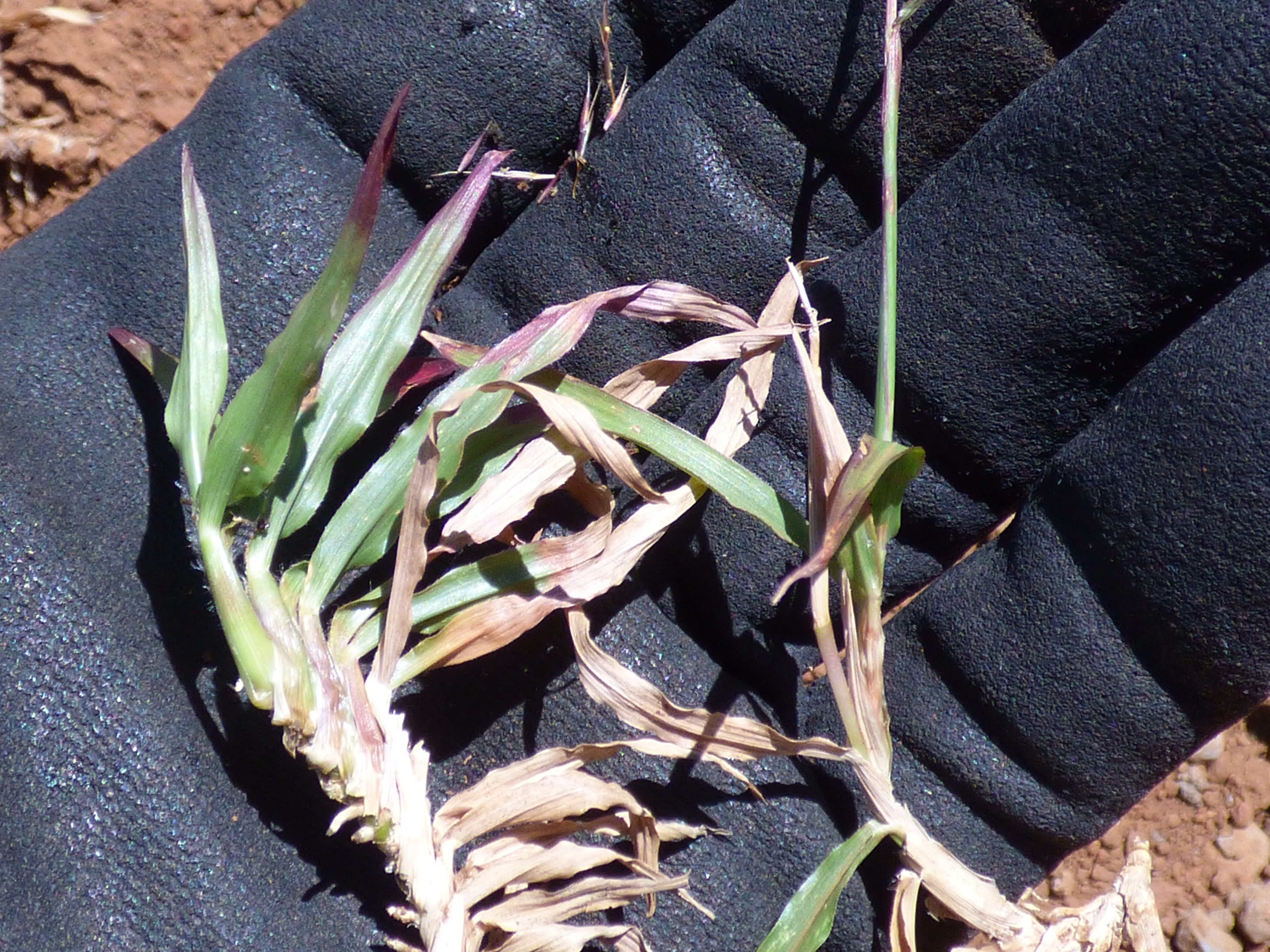
匍匐茎と花茎の基部

### 小穂の構造
本属のものは1つの無柄の小穂と2つの柄のある小穂を一組に生じ、それぞれに2小花を含む。このうち柄のない小穂の第2小花のみが稔性を持ち、第1小花は雄性、柄のある小穂の小花は雄性か、あるいは無性となっている。またそれらの小穂はいずれもやや左右に扁平な形をしている。
柄のない小穂は長さ3～4mmで、披針形で先端が尖っている。外側の頴は洋紙質となっている。2小花からなり、上の第2小花のみが果実を生じる。第1包頴は長さ3～4mmではっきりしない3脈があって芒はない。第2包頴は長さ2.5～3.5mmで、長さ2mmほどの芒がある。第1小花の護頴は長さ2.5～3mmで、透明質で披針形、先端は尖っている。第2小花の護頴は長さ2.5～3mmで透明質となっており、長さ5mmほどの芒がある。内頴はない。葯は長さ1～2mm。頴果は長楕円形で長さ2mmほど。
柄のある雄性の小穂は長さ5～6mmで、2つの包頴は小穂と同長だが第1包頴は先端が尖り、第2包頴には芒がある。第1小花と第2小花の護頴は長さ3mmほどで同型となっている。

### 名称について
沖縄では「ガギナ」（多良間 ）、「サシフサ」 （石垣島）などの方言がある。
インドから東南アジア一帯でもこの種は普通種で、それらの地域では本種は Love Grass の名で呼ばれている。この種の小穂は関節部で容易に切り離され、針状でカルスが特段に鋭くなっており、往々に動物の肌や毛、あるいは人間の衣服に張り付き、それがこの名の由来と思われる。ベンガル語 では "Corkāṇṭā"、 サンスクリット語では "Corakaṇṭaka "と呼ばれる。どちらも「泥棒のとげ」「賊草」のような意味を持つ。これらの名前の由来も同様である。英名としては Golden false beardgrass (金色の偽のヒエガエリ)も知られる。

## 分布と生育環境
日本では沖縄県からのみ知られるとも、また琉球列島では与論島以南の各島に見られるともされる。最新の茨木他(2020)には「与論島に記録がある」との記述があり、記録はあるが確認が必要な状況であるのかも知れない。
国外では台湾、中国南部からインド、マレーシアにかけて、それにポリネシアからオーストラリアにまで分布する。またアフリカにも帰化しているという記述があるので、更に広い地域に拡散しているのかも知れない。
開けた草地に生じる。インドでの報告では、普通は陽向で乾燥していて露出した場所に生育し、例えば道路脇、芝生、牧草地、川の土手、水流の周辺等に見られる。

## 分類など
本種の属するオキナワミチシバ属には26種ほどが旧世界、特にアジアとオーストラリアにかけての熱帯から亜熱帯域に分布するが、日本から知られているのは本種のみである。
本種のように芝生状に生育する小型のイネ科植物は数多いが、日本では本種のような外見を取るものは他にない。より細部を見れば無柄の小穂が左右に有柄の小穂を備える姿は特異である。

## 人間との関係
日本では特に挙げられるようなものはない。
国外では遙かに多く利用されている。Ambasta & Rana(2013)は本種に関する報文の題名に本種を指して”significant grass”(重要なイネ科植物)という表現を用いている。この種は地表をよく這って広い面積を急速に被い、動物による捕食や踏みつけに対しても耐性があり、また土壌をカバーし保護する力もある。
牧草としてもよく知られ、インドでは、ウシは他のどんな草よりまず本種を食べるという。ネパールの低地での調査では牛の食べた草全部のうち、本種が45％を占めていたという。
また本種は芝生を作るのにも用いられ、芝生やスポーツ競技場、競馬場などに使われることがある。
伝統医療での利用も世界の各地に見られる。例えばバングラデシュの一部では本種の根茎の絞り汁を肝臓の痛みの治療に、全草を牛の足の腫れに用いられる。科学的にもいくつかの成分が確認され、その効果についての研究も行われている。中国（広州、広西など）では、本腫の全草もしくは根を、感冒などの発熱や腹痛の治療に使う。ネパールでは根のペーストを火傷に用いる。

## 保護の状況
環境省のレッドデータブックには取り上げられていないが、県別では鹿児島県で準絶滅危惧種に指定されている。日本ではここと沖縄県しか分布がなく、鹿児島県では南端域のみが分布域であるためと思われ、沖縄県で指定がないことを含め、分布域では珍しくない存在と思われる。